# Aires Pinto de Sousa Coutinho
Aires Pinto de Sousa Coutinho (Lamego, 12 de maio de 1778 — Forte de São Julião da Barra, 21 de maio de 1836), foi um aristocrata, filho segundo do visconde de Balsemão, senhor da casa de Balsemão e de Ferreiros de Tendais, que teve uma distinta carreira como oficial do Exército Português, atingindo o posto de marechal de campo, que para além das funções militares foi do Conselho de Sua Majestade e administrador colonial. Entre outras funções de relevo, foi o 6.º capitão-general dos Açores, cuja capitania-geral governou de 9 de setembro de 1810 até 14 de maio de 1817. Foi irmão de Luís Pinto de Sousa Coutinho, 2.º visconde de Balsemão.

## Biografia
Nasceu em Lamego, filho de Luís Pinto de Pinto de Sousa Coutinho, 1.º visconde de Balsemão, e de sua esposa Catarina Micaela de Sousa César de Lencastre, distinta poetisa. Foi o segundo filho do casal.
Foi nomeado Capitão General dos Açores a 15 de dezembro de 1809, mas apenas desembarcou em Angra a 7 de setembro de 1810, tomando posse dois dias depois.
O mandato de Aires Pinto de Sousa iniciava-se num período difícil, marcado no contexto internacional pelas Guerras Napoleónicas e a nível nacional pela fuga da corte portuguesa para o Brasil e pelo desenrolar das invasões de Portugal pelos exércitos francesas e da consequente Guerra Peninsular. Acresce que o protagonismo político do seu antecessor deixara um conjunto de complexas questões que urgia resolver. Esses condicionalismos, a que acrescem as graves dificuldades financeiras resultantes do esforço de guerra e da necessidade de amortizar grandes empréstimos feitos pelo governo do Rio de Janeiro na praça de Londres, fizeram deste mandato um dos períodos mais complexos da governação açoriana sob o regime de capitania geral que fora instituído pelo Marquês de Pombal em 1766. 

Em seu governo deu-se início à estrada militar da Praia (Angra-Praia, pelo interior) e à nova bateria acima do Forte de Santo António do Monte Brasil.